# 酥油花
酥油花是一种油塑工艺技术。它以酥油为主要原料，酥油是青藏髙原藏族等牧民的奶油类食物。它是牛奶反复搅拌（俗称打酥油）后形成的黄白色的油脂。这种油脂在常温时呈凝固状，可塑性强。用酥油所塑造的工艺品，具有形象逼真，色彩鲜丽等特点。

## 起源传说
传说公元641年，唐朝同吐蕃联姻，文成公主被迎到拉萨时，带去了一尊释迦牟尼12岁等身像。后來将佛像供奉于大昭寺，藏族人民为了表示敬意，在佛像前献了供品，按印度传统的佛教习俗，供奉佛和菩萨的供品有六色，即花、涂香、圣水、薰香、果品和佛灯。可当时已是草枯花谢之际，鲜花无法采集，只好用酥油塑造了一束花献于佛前。
其实在西藏，酥油花在此之前已开始了，最早产生于西藏苯教，用以施食供品上的小小貼花，而此时的酥油花已较前有所发展。